# Силле, Мюзахир
Мюзахи́р Силле́ (тур. Müzahir Sille; род. 21 сентября 1931, Стамбул, Турция — 17 мая 2016) — турецкий борец, чемпион летних Олимпийских игр в Риме (1960), двукратный призёр чемпионатов мира.

## Спортивная карьера
С 1949 г. начал заниматься борьбой в клубе «Истанбул гюреш ихтисас кюлюбю». Предпочитал греко-римский стиль. Его тренерами были Рагип Хока, Хюсейн Эркмет, Аднан Юрдер и Халил Юкесес.
В 1955 г. стал чемпионом Турции и завоевал серебряную медаль чемпионата мира, проходившего в западногерманском Карлсруэ. В 1956 году принял участие в летних Олимпийских играх в Мельбурне, где занял 4-е место. В 1958 г. вновь стал серебряным призёром мирового первенства, на этот раз проходившего в Будапеште, вновь уступив венгру Имре Пойяку; в 1959 г. выиграл бронзу на чемпионате Балканских стран.
В 1960 г. завоевал золотую медаль летних Олимпийских игр в Риме, в финале взяв реванш за два поражения на мировых первенствах у Имре Пойяка.
В 1961 г. переехал в Виттен (ФРГ) и вместе с Митхатом Байраком стал выступать за клуб «KSV Witten 07». В составе клуба становился 7-кратным чемпионом ФРГ (1970, 1974, 1978, 1980, 1981, 1983 и 1986). В 1964 г. прошел отбор в турецкой команде на свою третью Олимпиаду. В Токио выступил неудачно, заняв лишь 20-е место.
После 25 лет жизни в Германии в итоге в 1986 г. вернулся в Стамбул. Работал в ряде некоммерческих организаций, в основном занимавшихся оказанием помощи бездомным.